# Vahe Tatakamotonga
Vahe Tatakamotonga (Distrito de Tatakamotonga en tongano) es un distrito de la división administrativa de Tongatapu, en Tonga. Su capital es Tatakamotonga. Limita al Norte con Lapaha, al Oeste con Vaini y al Sur y al Este con el Océano Pacífico. Tiene una población de 7.216 habitantes en 2021. 